# Desenvolupament regional
El desenvolupament regional és l'aconseguiment de la prosperitat en una regió. Pot donar-se el cas de regions d'un mateix estat que siguen menys pròsperes que les altres, donant-se una situació de desequilibri territorial.
Hi ha diverses teories o models que expliquen com s'aconsegueix el desenvolupament regional. Totes coincideixen en el paper de la inversió en infraestructures com a instrument bàsic de la política de desenvolupament regional. Totes les teories "legitimen la distribució geogràfica de la inversió pública en infraestructures" seguint criteris equitatius, però aquest criteri pot tindre accepcions diferents (igualació del benestar, igualació del desenvolupament econòmic o igualació d'oportunitats).
Els models neoclàssics consideren els desequilibris territorials que són solament uns desfasaments temporals cap a la situació d'equilibri, sota la hipòtesi de mobilitat perfecta i flexibilitat dels preus, que són els mecanismes d'igualació de productivitats del sistema de mercat. Solament defensen la inversió pública en infraestructures en les regions més pobres per a accelerar la convergència perquè facilita la mobilitat dels factors productius.
Aquests models són criticats negativament perquè són poc explicatius, suposen coses que no arriben a ocórrer, queda registrat en la història la persistència de les disparitats regionals, no inclouen el progrés tècnic i la seua difusió a l'espai i no consideren factors institucionals, polítics i socials. Per açò mateixa es van proposar altres models.
Els models de causalitat acumulativa van ser proposats per Myrdal i Hirschman i més endavant els desenvoluparen Kaldor i Holland. Aquests models afirmen que el sistema de mercat empitjora les diferències territorials. Considera que unes regions presenten un avantatge inicial respecte altres i el mercat les afavoreix (siga en forma de centre contra perifèria, nord contra sud o pols de desenvolupament).
El model del potencial de desenvolupament regional va ser desenvolupat per Biehl, Hussmann i Schnyder. El model incideix en les possibilitats potencials de creixement econòmic de la regió per a aconseguir la convergència.